# Metodije Kotevski
Metodije Kotevski, makedonski general, * 17. januar 1923, Skopje, Skopska oblast, Kraljevina SHS, † 19. marec 2014, Beograd, Srbija

## Življenjepis
Pred vojno je bil študent na beograjski Filozofski fakulteti. Leta 1943 je vstopil v NOVJ in KPJ.
Med vojno je bil politični komisar več enot. Po vojni je bil predavatelj na Politični šoli JLA, pomočnik poveljnika za politično-pravne zadeve vojnega področja, predavatelj na VVA JLA, načelnik uprave v SSNO,...
Končal je šolanje na VVA JLA in na sovjetski Vojaški akademiji Vorošilov.